# ドキッ!
『ドキッ!』は、平原綾香の11枚目のアルバム。2012年2月29日にリリースされた。

## 解説
アルバム発売としては前作『my Classics 3』より約1年振りとなり、クラシック楽曲のカヴァーではなくオリジナル楽曲で構成されたアルバムとしては2008年発売の『Path of Independence』以来、約3年2か月振りとなる。
CD2枚組のうち、Disc.2の方は2011年に行われた『CONCERT TOUR 2011 〜LOVE STORY〜』の中から選ばれた12曲のライブ音源が収録された。

## 収録曲

### Disc.1
1. ナミダオト
作詞・作曲：平原綾香 / 編曲：坂本昌之 & 平原綾香
2. HUSH HUSH
作詞・作曲：aika & Nicolas Farmakalidis / 編曲： Nicolas Farmakalidis
3. NOT A LOVE SONG
作詞・作曲：aika、Nicolas Farmakalidis / 編曲：Nicolas Farmakalidis
28thシングル
テレビ朝日系ドラマ『おみやさん 第9シリーズ』主題歌
4. My Road
作詞：松井五郎 / 作曲：堀向彦輝 / 編曲：坂本昌之
27thシングル
横浜ゴム「アイスガード トリプルプラス」CMソング
5. あいたくて
作詩：工藤直子 / 作曲：平原綾香 / 編曲：坂本昌之＆平原綾香
NHKラジオ深夜便 2012年1月〜3月度「深夜便のうた」
6. Where Magic Goes ～愛のゆくえ～
作詞：Janis Ian / 日本語詞：松井五郎 / 作曲：都倉俊一 / 編曲：坂本昌之
7. Night in Tunisia
作曲：Dizzy Gillespie & Frank Paparelli / 編曲：岡田治郎
8. あと少し　あと少し
作詞・作曲：平原綾香 / 編曲：坂本昌之 & 平原綾香
9. この想い届け
作詞：平原綾香　作曲・編曲：渡辺俊幸
コニカミノルタプラネタリウム"天空"オープニング記念ソング
10. 結晶
作詞：松井五郎 / 作曲・編曲：内山肇
27thシングルのカップリング
TBS系「全日本実業団女子駅伝2011」テーマソング
東京エレクトロンCMソング
11. いつも いつも
作詞・作曲・編曲：小田和正
12. ヴォカリーズ
作曲・編曲：渡辺俊幸
26thシングルのカップリング
NHK連続テレビ小説『おひさま』挿入歌。
13. おひさま〜大切なあなたへ
作詞：岡田惠和 / 作曲・編曲：渡辺俊幸
26thシングル
NHK連続テレビ小説『おひさま』メインテーマ。

### Disc.2 LOVE STORY TOUR　Live Selection
1. Jupiter (神戸国際会館 こくさいホール / 9月22日)
作詞：吉元由美 / 作曲：Gustav Holst / 編曲：坂本昌之
2. 私と言う名の孤独 (山形県県民会館 / 9月16日)
作詞：平原綾香 / 作曲：Edward Elgar / 編曲：坂本昌之
3. 明日 (山形県県民会館 / 9月16日)
作詞：松井五郎 / 作曲：André Gagnon / 編曲：小林信吾
4. I will be with you (山形県県民会館 / 9月16日)
作詞・作曲・編曲：村山晋一郎
5. Music (神戸国際会館 こくさいホール / 9月22日)
作詞：平原綾香 / 作曲：新田雄一 / 編曲：亀田誠治
6. Someone to watch over me (山形県県民会館 / 9月16日)
作詞：Ira Gershwin / 作曲：George Gershwin / 編曲：坂本昌之
7. くまんばちの飛行 (昭和女子大学人見記念講堂 / 10月2日)
作詞：平原綾香 / 作曲：Nikolai Rimsky-Korsakov　編曲：岡田治郎
8. 星つむぎの歌 (昭和女子大学人見記念講堂 / 10月2日)
作詞：星つむぎの詩人たち & 覚和歌子 / 作曲：財津和夫 / 編曲：財津和夫＆清水俊也
9. JOYFUL, JOYFUL (神戸国際会館 こくさいホール / 9月22日)
作詞・作曲：Vincent Brown, Anthony Criss, Kier Gist, Berry Gordy,Alphonso Mizell, Frederick Perren, Deke Richards, James Harris,Terry Lewis & Ryan Toby / 編曲：坂本昌之
10. ノクターン (昭和女子大学人見記念講堂 / 10月1日)
作詞：史香 / 作曲：Frédéric Chopin＆椎名邦仁 / 編曲：椎名邦仁
11. Danny Boy (神戸国際会館 こくさいホール / 9月22日)
作詞：平原綾香 / 作曲：Traditional / 編曲：坂本昌之
12. LOVE STORY 交響曲第9番 第3楽章 (山形県県民会館 / 9月16日)
作詞：平原綾香 / 作曲：Ludwig van Beethoven / 編曲：坂本昌之